# Reiteralm
Reiteralm je poznato austrijsko skijalište u općini Pichl-Preunegg u gornjem Ennstal u Štajerskoj.

## Vanjske poveznice
- službena stranica Skigebiet Reiteralm   Arhivirana inačica izvorne stranice od 19. ožujka 2011. (Wayback Machine)